# Brick Row
Brick Row  es un edificio histórico construido en 1887 ubicado en National City en el estado estadounidense de California. Brick Row se encuentra inscrito  en el Registro Nacional de Lugares Históricos desde el 16 de julio de 1973. Frank Kimball fue el arquitecto quién diseñó el Brick Row.

## Ubicación
Brick Row se encuentra dentro del condado de San Diego en las coordenadas 32°40′29″N 117°06′19″O / 32.674722, -117.105278.